# فرودگاه مانیک ۵
فرودگاه مانیک-۵ (به انگلیسی: Manic-5 Aerodrome) یک فرودگاه خصوصی است که یک باند فرود چمن دارد و طول باند آن ۱۲۲۰ متر است. این فرودگاه در کشور کانادا قرار دارد و در ارتفاع ۴۰۶ متری از سطح دریا واقع شده است.